# Hada hofmanni
Hada hofmanni är en fjärilsart som beskrevs av Köhler 1959. Hada hofmanni ingår i släktet Hada och familjen nattflyn. Inga underarter finns listade i Catalogue of Life.